# Europska dužnička kriza
Europska dužnička kriza financijska je kriza koja je nastala krajem 2009. među investitorima nekih država Europske unije. Produbila se u 2010. i 2011. godini.
Kriza se analitički može dijeli na dvije krize financijskog sektora koje su se poklopile na kraju prvog desetljeća dvadesetprvog stoljeća, iako su ta dva fenomena povezana svojim efektima. Kriza državnih dugova odnosi se na proračunske deficite koji su nastali nedovoljnim poreznim prihodima i prekomjernom potrošnjom u nekoliko sredozemnih država kao što su Grčka, Italija, Španjolska i Portugal. Financijska kriza je pak počela u SAD i državama koje su oponašale problematičan način kreditiranja SAD, kao što su Island i Irska. Ta dva fenomena povezana su zato što europske banke drže sredstva u problematičnim američkim bankama i nakon problematičnog spašavanja problematičnih banaka, proračunski deficiti država su se značajno produbili. Veličina proračunskih deficita je uplašila ulagače, koji su zahtijevali veće kamatne stope od vlada. Ovo je zauzvrat otežalo svako daljnje servisiranje proračunskih deficita.
Posebno u državama gdje su proračunski deficit i državni dugovi drastično povećani, kriza povjerenja je narasla sa smanjenjem prinosa obveznica i rizika osiguranja kreditnog swopa između tih država i članica EU, najviše Njemačkom. 

Dok su državni dugovi rasli najizraženije u samo nekoliko država eurozone, oni su postali problem za cijelu zonu.